# Фрањо Андреола
Фрањо Андреола, млетачки штампар, дошао је у Котор у вријеме пропасти Млетачке републике. Године 1799. у том граду је штампао: ћирилицом „Жертву Абрахамову“ од В. Ракића (један примјерак се налази у Народној библиотеци у Београду), латиницом „Наук кршћански“ од И. Ненадића Пераштанина, као и „Della dedizione delle Boche di Cataro“ од М. Ивановића.